# Limnophora bougenvilliensis
Limnophora bougenvilliensis är en tvåvingeart som beskrevs av Shinonaga 2005. Limnophora bougenvilliensis ingår i släktet Limnophora och familjen husflugor. Inga underarter finns listade i Catalogue of Life.